# Saint-Germain-des-Fossés

Saint-Germain-de-Salles este o comună în departamentul Allier din centrul Franței. În 1 ianuarie 2022 avea o populație de 3.600 de locuitori.